# Poro (Di)
Pour les articles homonymes, voir Poro.
Poro est une commune rurale située dans le département de Di de la province du Sourou dans la région de la Boucle du Mouhoun au Burkina Faso.

## Géographie
Poro est situé à 8 km au nord-est de Di, le chef-lieu départemental et à 40 km au nord-ouest de Tougan, le chef-lieu provincial.

## Santé et éducation
Le centre de soins le plus proche de Poro est le centre de santé et de promotion sociale (CSPS) de Oué tandis que le centre médical avec antenne chirurgicale (CMA) de la province se trouve à Tougan.